# Русские поэты Серебряного века
Хронологические рамки Серебряного века русской культуры не могут быть установлены с точностью до года. Начало этого периода обычно относят к первой половине 1890-х гг., между манифестами Николая Минского «При свете совести» (1890) и Дмитрия Мережковского «О причинах упадка современной русской литературы» (1893) и появлением первых выпусков подготовленного Валерием Брюсовым поэтического альманаха «Русские символисты» (1894), а завершение — к концу 1920-х — началу 1930-х гг., когда началось угасание независимой от Советского государства литературной жизни («Вполголоса» (1928) Софьи Парнок и «Форель разбивает лёд» (1929) Михаила Кузмина); можно рассматривать как рубеж и самоубийство Маяковского (1930).
Судьба и творчество многих поэтов полностью укладываются в этот период. Те, кто продолжал писать стихи в последующие годы, наряду с этим списком попадают либо в список советских поэтов, либо в список поэтов первой эмиграции.

## Направления и объединения
- Символизм (см. также Список русских поэтов-символистов)
  - Старшие символисты
  - Младосимволисты
- Акмеизм
- Футуризм (см. также Список русских поэтов-футуристов).
  - Кубофутуризм
  - Эгофутуризм
  - Мезонин поэзии
  - Центрифуга
- ЛЕФ
- Имажинизм
- Новокрестьянские поэты
- Сатириконовцы
- Лирический круг
- Ничевоки
- ОБЭРИУ

| # А Б В Г Д Е Ё Ж З И К Л М Н О П Р С Т У Ф Х Ц Ч Ш Щ Э Ю Я |

## А
- Агапов, Борис Николаевич (1899—1973)
- Агнивцев, Николай Яковлевич (1888—1932)
- Адамович, Георгий Викторович (1892—1972)
- Аксёнов, Иван Александрович (1884—1935)
- Альвинг, Арсений (1885—1942)
- Амари (Цетлин, Михаил Осипович; 1882—1945)
- Анисимов, Юлиан Павлович (1886—1940)
- Анненский, Иннокентий Фёдорович (1856—1909)
- Арсенева, Клара Соломоновна (1889—1972)
- Асеев, Николай Николаевич (1889—1963)
- Ахматова, Анна Андреевна (1889—1966)

## Б
- Багрицкий, Эдуард Георгиевич (1895—1934)
- Балтрушайтис, Юргис Казимирович (1873—1944)
- Бальмонт, Константин Дмитриевич (1867—1942)
- Вадим Баян (Владимир Иванович Сидоров) (1880—1966)
- Демьян Бедный (Ефим Алексеевич Придворов) (1883—1945)
- Андрей Белый (Борис Николаевич Бугаев) (1880—1934)
- Бехтеев, Сергей Сергеевич (1879—1954)
- Блок, Александр Александрович (1880—1921)
- Бобров, Сергей Павлович (1889—1971)
- Божидар (Богдан Петрович Гордеев) (1894—1914)
- Большаков, Константин Аристархович (1895—1938)
- Бородаевский, Валериан Валерианович (1874—1923)
- Брюсов, Валерий Яковлевич (1873—1924)
- Бунин, Иван Алексеевич (1870—1953)
- Бурлюк, Давид Давидович (1882—1967)
- Бурлюк, Николай Давидович (1890—1920)

## В
- Вагинов, Константин Константинович (1899—1934)
- Введенский, Александр Иванович (1904—1941)
- Верховский, Юрий Никандрович (1878—1956)
- Татьяна Вечорка (Татьяна Владимировна Ефимова) (1892—1965)
- Вилькина, Людмила Николаевна (1873—1920)
- Волошин, Максимилиан Александрович (1877—1932)
- Вяткин, Георгий Андреевич (1885—1938)

## Г
- Галина Галина (1870—1942)
- Ганин, Алексей Алексеевич (1893—1925)
- Гарднер, Вадим Данилович (1880—1956)
- Геркен, Евгений Георгиевич (1886—1962)
- Герцык, Аделаида Казимировна (1874—1925)
- Гиппиус, Василий Васильевич (1890—1942)
- Гиппиус, Владимир Васильевич (1876—1941)
- Гиппиус, Зинаида Николаевна (1869—1945)
- Гнедов, Василиск (1890—1978)
- Городецкая, Анна Алексеевна (1889—1945)
- Городецкий, Сергей Митрофанович (1884—1967)
- Гофман, Виктор Викторович (1884—1911)
- Гофман, Модест Людвигович (1887—1959)
- Грузинов, Иван Васильевич (1893—1942)
- Гумилёв, Николай Степанович (1886—1921)
- Гуро, Елена Генриховна (1877—1913)

## Д
- Дмитриева, Елизавета Ивановна (Черубина де Габриак) (1887—1928)
- Добролюбов, Александр Михайлович (1876—1945)
- Дон-Аминадо (1888—1957)

## Е
- Есенин, Сергей Александрович (1895—1925)
- Ефименко, Татьяна Петровна (1890—1918)

## З
- Звенигородский, Андрей Владимирович (1878—1961)
- Зданевич, Илья Михайлович (1894—1975)
- Зенкевич, Михаил Александрович (1886—1973)
- Зоргенфрей, Вильгельм Александрович (1882—1938)

## И
- Иванов, Вячеслав Иванович (1866—1949)
- Иванов, Георгий Владимирович (1894—1958)
- Рюрик Ивнев (Михаил Александрович Ковалёв) (1891—1981)
- Игнатьев, Иван Васильевич (1892—1914)
- Инбер, Вера Михайловна (1890—1972)

## К
- К. Р. (великий князь Константин Константинович) (1858—1915)
- Казанская, Татьяна Борисовна (1916—1989)
- Карпов, Пимен Иванович (1886—1963)
- Каменский, Василий Васильевич (1884—1961)
- Каннегисер, Леонид Иоакимович (1896—1918)
- Квятковский, Александр Павлович (1888—1968)
- Семен Кирсанов (1906—1972)
- Киссин, Самуил Викторович (Муни) (1885—1916)
- Клычков, Сергей Антонович (1889—1937)
- Клюев, Николай Алексеевич (1884—1937)
- Князев, Всеволод Гаврилович (1891—1913)
- Коган, Фейга Израилевна (1891—1974)
- Комаровский, Василий Алексеевич (1881—1914)
- Кондратьев, Александр Алексеевич (1876—1967)
- Коневской (Ореус), Иван Иванович (1877—1901)
- Копыткин, Сергей Александрович (1882—1920)
- Коринфский, Аполлон Аполлонович (1868—1937)
- Крандиевская-Толстая, Наталья Васильевна (1888—1963)
- Кривич, Валентин (Анненский, Валентин Иннокентьевич) (1880—1936)
- Кричевский, Юрий Борисович (1885—1942)
- Кручёных, Алексей Елисеевич (1886—1968)
- Кузмин, Михаил Алексеевич (1872—1936)
- Кугушева, Наталья Петровна (1899—1964)
- Кудашева, Раиса Адамовна (1878—1964)
- Кузьмина-Караваева, Елизавета Юрьевна (1891—1945)
- Кусиков, Александр Борисович (1896—1977)

## Л
- Ланн, Евгений Львович (1896—1958)
- Леонидов, Олег Леонидович (1893—1951)
- Лещинский, Оскар Моисеевич (1892—1919)
- Лившиц, Бенедикт Константинович (1887—1938)
- Липскеров, Константин Абрамович (1889—1954)
- Лозина-Лозинский, Алексей Константинович (1886—1916)
- Лозина-Лозинский, Владимир Константинович (1885—1937)
- Лозинский, Михаил Леонидович (1886—1955)
- Лохвицкая, Мирра Александровна (1869—1905)
- Луговской, Владимир Александрович (1901—1957)
- Лурье, Вера Иосифовна (1901—1998)
- Константин Льдов (1862—1937)

## М
- Маршак, Самуил Яковлевич (1887—1964)
- Маккавейский, Владимир Николаевич (1893—1920)
- Малахиева-Мирович, Варвара Григорьевна (1869—1954)
- Мандельштам, Осип Эмильевич (1891—1938)
- Мар, Сусанна Георгиевна (1890—1965)
- Мариенгоф, Анатолий Борисович (1897—1962)
- Марр, Юрий Николаевич (1893—1935)
- Венедикт Март (1896—1937)
- Эрл Мартов (1871—1920)
- Маслов, Георгий Владимирович (1895—1920)
- Маяковский, Владимир Владимирович (1893—1930)
- Мережковский, Дмитрий Сергеевич (1866—1941)
- Меркурьева, Вера Александровна (1876—1943)
- Минский, Николай Максимович (1855—1937)
- Миропольский, Александр Александрович (настоящая фамилия Ланг; 1872—1917) — русский поэт-символист
- Монина, Варвара Александровна (1894—1943)
- Моравская, Мария Людвиговна (1889—1947, по другим данным 1958)

## Н
- Нарбут, Владимир Иванович (1888—1938)
- Недоброво, Николай Владимирович (1882—1919)
- Нельдихен, Сергей Евгеньевич (1891—1942)
- Несмелов, Арсений Иванович (1889—1945)

## О
- Оболдуев, Георгий Николаевич (1898—1954)
- Обрадович, Сергей Александрович (1892—1956)
- Одоевцева, Ирина Владимировна (1895—1990)
- Орешин, Пётр Васильевич (1887—1938)
- Оцуп, Николай Авдеевич (1894—1958)

## П
- Павлович, Надежда Александровна (1895—1980)
- Палей, Владимир Павлович (1897—1918)
- Парнах, Валентин Яковлевич (1891—1951)
- Парнок, София Яковлевна (1885—1933)
- Перцов, Пётр Петрович (1868—1947)
- Пастернак, Борис Леонидович (1890—1960)
- Петников, Григорий Николаевич (1894—1971)
- Позняков, Николай Сергеевич (1893 — ок. 1969)
- Потёмкин, Пётр Петрович (1886—1926)
- Пяст, Владимир Алексеевич (1886—1940)

## Р
- Радимов, Павел Александрович (1887—1967)
- Радлова, Анна Дмитриевна (1891—1949)
- Ратгауз, Даниил Максимович (1868—1937)
- Рерих, Николай Константинович (1874—1947)
- Рождественский, Всеволод Александрович (1895—1977)
- Рок, Рюрик Юрьевич (1898—1936)
- Рукавишников, Иван Сергеевич (1877—1930)

## С
- Иван Савин (1899—1927)
- Савинов, Феодосий Петрович (1865—1915)
- Савченко, Павел Григорьевич (1887—1920) (авторских книг нет [ГАК РГБ])
- Садовской, Борис Александрович (1881—1952)
- Игорь Северянин (Игорь Васильевич Лотарев) (1887—1941)
- Сельвинский, Илья Львович (1899—1968)
- Семёнов, Леонид Дмитриевич (1880—1917)
- Скалдин, Алексей Дмитриевич (1889—1943)
- Скиталец (Степан Гаврилович Петров) (1869—1941)
- [Мать] Мария (Скобцова) (1891—1945)
- Соколов, Сергей Алексеевич (1878—1936)
- Соловьёв, Владимир Сергеевич (1853—1900)
- Соловьёв, Сергей Михайлович (1885—1942)
- Соловьёва, Поликсена Сергеевна (1867—1924)
- Сологуб, Фёдор Кузьмич (1863—1927)
- Станевич, Вера Оскаровна (1890—1967)
- Столица, Любовь Никитична (1884—1934)
- Стражев, Виктор Иванович (1879—1950)
- Сухотин, Павел Сергеевич (1884—1935)
- Сюннерберг, Константин Александрович (псевд. Константин Эрберг см.) (1871—1942)

## Т
- Талов, Марк Владимирович (1892—1969)
- Терентьев, Игорь Герасимович (1892—1937)
- Тиняков, Александр Иванович (1886—1934) (авторских книг нет [ГАК РГБ])
- Тихонов, Николай Семёнович (1896—1979)
- Третьяков, Сергей Михайлович (1892—1937)
- Туфанов, Александр Васильевич (1877—1941)
- Тэффи (Надежда Александровна Лохвицкая) (1872—1952)

## У
- Укше, Сусанна Альфонсовна (1885—1945)
- Усов, Дмитрий Сергеевич (1896—1943)
- Ухтомский, Эспер Эсперович (1861—1921)

## Ф
- Фёдоров, Александр Митрофанович (1868—1949)
- Филипченко, Иван Гурьевич (1887—1939)
- Анатолий Фиолетов (1897—1918)
- Фофанов, Константин Михайлович (1862—1911)

## Х
- Хабиас, Нина Петровна (1892—1943)
- Даниил Хармс (1905—1942)
- Хлебников, Велимир (1885—1922)
- Ходасевич, Владислав Фелицианович (1886—1939)
- Хоминский, Артур Сигизмундович (1888—1915)

## Ц
- Цветаева, Марина Ивановна (1892—1941)
- Цензор, Дмитрий Михайлович (1877—1947)

## Ч
- Чернов, Филарет Иванович (1878—1940)
- Саша Чёрный (Александр Михайлович Гликберг) (1880—1932)
- Чуковский, Корней Иванович (1882—1969)
- Чулков, Георгий Иванович (1879—1939)
- Чурилин, Тихон Васильевич (1885—1946)
- Чюмина, Ольга Николаевна (1859—1909)

## Ш
- Шагинян, Мариэтта Сергеевна (1888—1982)
- Шенгели, Георгий Аркадьевич (1894—1956)
- Шервинский, Сергей Васильевич (1892—1991)
- Шершеневич, Вадим Габриэлевич (1893—1942)
- Шилейко, Владимир Казимирович (1891—1930)
- Ширяевец, Александр (1887—1924)
- Шкапская, Мария Михайловна (1891—1952)
- Шуф, Владимир Александрович (1865—1913)

## Щ
- Щепкина-Куперник, Татьяна Львовна (1874—1952)

## Э
- Эллис (Кобылинский, Лев Львович) (1879—1947)
- Константин Эрберг (наст. фамилия Сюннерберг см.) (1871—1942)
- Эренбург, Илья Григорьевич (1891—1967)